# Un week-end sur deux
Pour plus de détails, voir Fiche technique et Distribution.
Un week-end sur deux est un film français réalisé par Nicole Garcia, sorti en 1990.

## Synopsis
Camille est actrice, elle a connu des jours meilleurs. Après son divorce, son mari a obtenu la garde de leurs deux enfants. Elle ne les voit qu'un week-end sur deux, et c'est celui-ci. Mais il se trouve que, ce week-end-ci, elle a un engagement impératif pour un gala au Rotary Club de Vichy. Elle ne voit pas d'autre solution que d'emmener avec elle son fils et sa petite fille. Son ancien mari l'apprend, il est furieux et va venir les rechercher. Camille s'enfuit ; elle part vers le sud avec les enfants, tentant de nouer une relation plus intime avec eux, en particulier avec le précoce et lointain Vincent, amateur d'astronomie. Camille apprend qu'une rare pluie de météorites est prévue quelques jours plus tard, en Espagne. Elle propose à Vincent d'y aller.

## Fiche technique
- Titre : Un week-end sur deux
- Réalisation : Nicole Garcia, assisté de Radu Mihaileanu
- Scénario : Nicole Garcia, Jacques Fieschi, Philippe Le Guay, Anne-Marie Étienne
- Production : Alain Sarde, Christine Gozlan
- Photographie : William Lubtchansky
- Son : Jean-Pierre Duret
- Montage : Agnès Guillemot et Jacqueline Mariani
- Décors : Jean-Baptiste Poirot
- Costumes : Lyvia D'Alche
- Musique : Oswald d'Andrea
- Société de production : Sara Films
- Pays d'origine : France
- Format : Couleurs - 1,85:1 - Dolby Digital - 35 mm
- Genre : comédie dramatique
- Durée : 100 minutes
- Date de sortie : 29 août 1990

## Distribution
- Nathalie Baye : Camille Valmont
- Felicie Pasotti : Gaëlle, la fille de Camille
- Joachim Serreau : Vincent, le fils de Camille
- Miki Manojlović : Adrian
- Henri Garcin : l'agent de Camille
- Marie Daëms : Graziella Jacquet
- Jacques Boudet : Jacquet
- Sacha Briquet : Albert, le maître d'hôtel
- Paul Beauvais : douanier
- Sylvie Blotnikas : la femme de chambre
- Martine Buffet : l'employée Hertz
- Susan Carlson : Martha
- Bruno Crovi : douanier
- Lucette Filiu : la gérante de l'hôtel
- Michelle Goddet : Marie-Ange
- David Jalil : homme à la banque
- Jan Madd : le prestidigitateur
- Hugues Avinens : le chauffeur du bus
- Lise Norpel Mathieu : dame au guichet
- Robert Perz : directeur du groupe scolaire
- Rafael Rojas
- Jean-Marc Roulot : le médecin
- Frédérique Ruchaud : la nurse
- Nicolas Serreau : le nageur
- Zoubir Tligui : le fils maghrébin
- Yves Torchinsky : le contrebassiste
- Gilles Treton : Stéphane Frantet
- Jacques Vincey : Lombard
- Jean-Loup Wolff : Hertz
- Ghazy Younès : le réceptionniste de l'hôtel à Vichy

## Autour du film
« Pour ses débuts de cinéaste, Nicole Garcia fait le portrait d'une actrice, et provoque l'étonnement. Car ce portrait est le plus libre, le plus audacieux qui soit... Ce voyage qui commence ressemble à un dernier départ, une dérive vers le désespoir, mais aussi à un retour à la vie. » Frédéric Strauss, Télérama

## Distinctions
- 1991, Nomination au César de la Meilleure actrice : Nathalie Baye
- 1991, Nomination au César de la Meilleure première œuvre : Nicole Garcia